# 東北農林専門職大学附属農林大学校
東北農林専門職大学附属農林大学校（とうほくのうりんせんもんしょくだいがくふぞく のうりんだいがっこう、英語: College of Agriculture and Forestry attached to Tohoku  Professional University of Agriculture and Forestry）とは、山形県新庄市にある2年制の県立農業大学校。通称は、山形農林大学校。

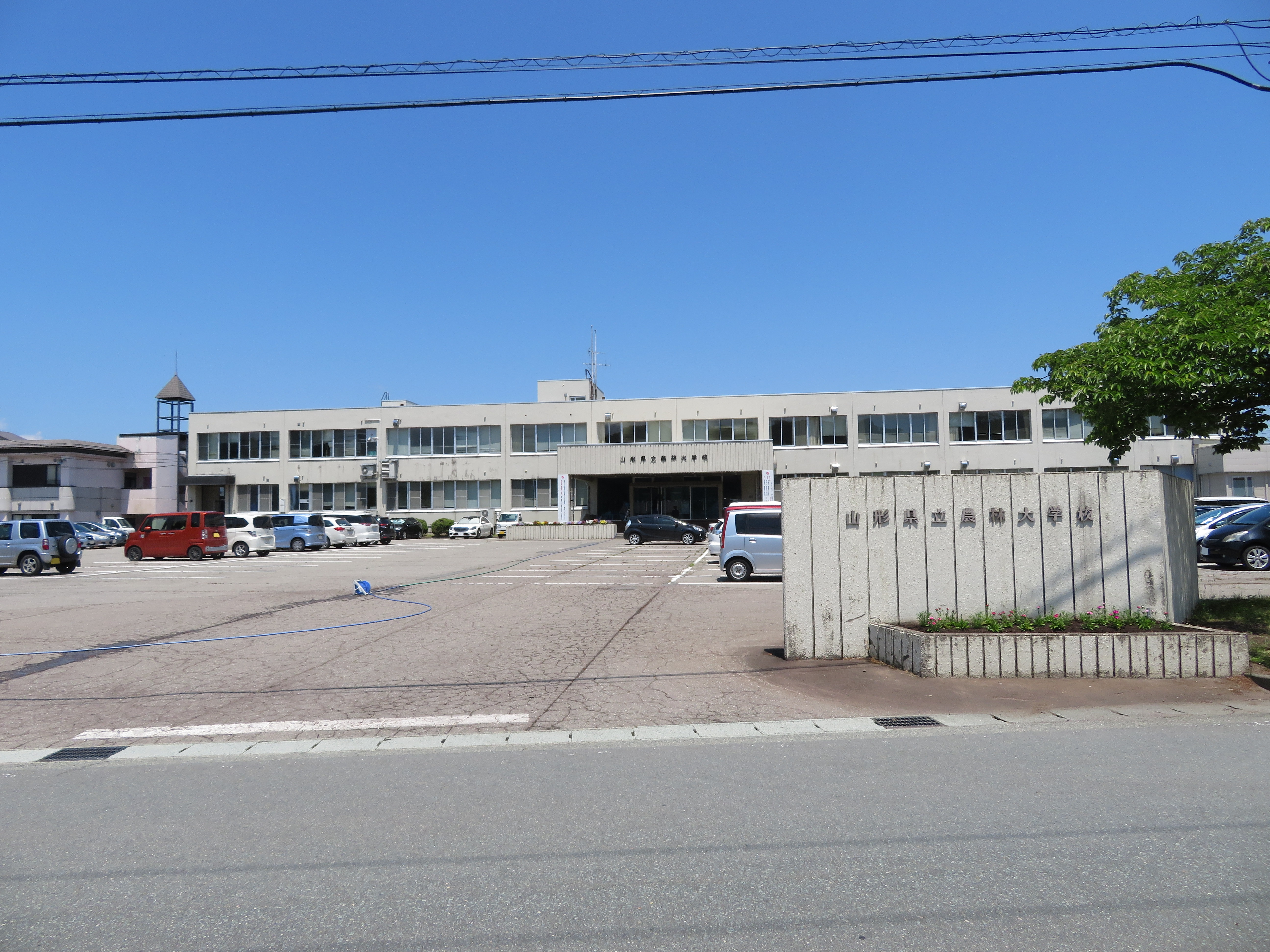
奥にあるのは移転前の山形県立農林大学校当時の校舎（2019年6月）

2006年度まで、山形県立農業大学校は農業者研修教育施設に位置付けられていたが、2007年度から学校教育法に基づく専修学校に位置付けられている。そのため、本農林大学校の専門課程修了者は4年制大学への3年次編入が可能となっている。その他、2007年度以降の卒業生には「専門士（農業専門課程又は林業専門課程）」の称号が付与される。

## 設置学科
全日制課程
- 稲作経営学科
- 果樹経営学科
- 野菜・花き経営学科
  - 野菜コース
  - 花きコース
- 畜産経営学科
- 農産加工経営学科
- 林業経営学科

## 沿革
《主要な出典：》
- 1955年（昭和30年）1月 - 新庄市松本のデンマーク農法指導農場[注釈 1]の跡地に山形県立農業試験場経営伝習農場[注釈 2]を設立。
- 1961年（昭和36年）4月 - 山形県立経営伝習農場として農業試験場から独立。
- 1962年（昭和37年）4月 - 本部・男子部を新庄市大字角沢1366番地（現在地）に移転。女子部を開設。
- 1966年（昭和41年）4月 - 山形県農業経営研修所に改称。普通科（中卒者対象）と専修科（高卒者対象）の2課程を設置[6]。
- 1969年（昭和44年） - 体育館完成[6]。
- 1976年（昭和51年）4月 - 山形県立農業経営大学校に改編。高卒者を主体とした本科（農産課程、園芸課程、畜産課程）を設置[6]。
- 1978年（昭和53年）4月 - 山形県立農業大学校に改称。
- 1983年（昭和58年）4月 - 新しい農業大学校として発足（人事院規則上の学歴「短大2卒」適用、研修部を併設）。
- 1992年（平成04年）7月 - アメリカ・コロラド州にあるモーガン・コミュニティ・カレッジ（英語版）と姉妹校締結。
- 1994年（平成06年）11月 - 創立40周年[注釈 3]記念式典を挙行。
- 1996年（平成08年）4月 - 農業総合教育センター発足。
- 1997年（平成09年）4月 - 農業研究研修センター発足（農業大学校は教育研修部を担当）。
- 1999年（平成11年）
  - 3月 - 講堂兼体育館（新）完成。
  - 4月 - 研修部に特別研修課程新設。
- 2000年（平成12年）4月 - 経営学科制、新カリキュラムに移行。
- 2004年（平成16年）10月 - 創立50周年[注釈 3]記念式典を挙行。
- 2007年（平成19年）
  - 4月 - 学校教育法による専修学校に位置付けられる。
  - 11月 - 農業学科設置6高校と「高大連携協定」締結。
- 2008年（平成20年）
  - 3月 - 2007年度卒業生から専門士（農業専門課程）の称号付与を開始。
  - 4月 - 園芸経営学科を果樹経営学科と野菜・花き経営学科に改編（4経営学科制）。
- 2009年（平成21年）4月 - 農産加工経営学科を新設（5経営学科制）。
- 2010年（平成22年）8月 - 山形大学農学部と学術交流に関する協定締結。
- 2011年（平成23年）4月 - 「農業」をキーワードに新庄市、最上地域と連携し、地域連携・貢献プロジェクト活動を実施。
- 2013年（平成25年）4月 - コース制を廃止し、野菜経営学科、花き経営学科を新設（6経営学科制）。
- 2015年（平成27年）3月 - 新学生寮完成。
- 2016年（平成28年）4月 - 林業経営学科を新設し（7経営学科制）、校名を山形県立農林大学校に改称。
- 2021年（令和03年）10月 - 皇室下賜金による記念植樹。
- 2023年（令和05年）
  - 3月 - ICT育苗研修棟、気候変動対応型農業研究・研修センター完成。
  - 12月 - 隣接した場所に建設した新校舎（教育研究棟、交流棟）[注釈 4]本体工事が竣工[9]。
- 2024年（令和06年）
  - 3月 - 同月11日に新校舎へ移転[10]。
  - 4月 - 東北農林専門職大学の開学に伴い、東北農林専門職大学附属農林大学校に改称。6経営学科・2コース制となる[1]。

## 所在地
- 〒996-0052 山形県新庄市大字角沢1366番地
  - JR新庄駅より車で約15分。